# Кутателадзе, Николоз Сергеевич
Ни́колоз Серге́евич Кутатела́дзе (груз. ნიკოლოზ ქუთათელაძე; род. 19 марта 2001, Тбилиси) — российский и грузинский футболист, нападающий клуба «Пари Нижний Новгород», выступающий на правах аренды за «Колхети-1913».

## Клубная карьера
Уроженец Тбилиси. В 2009 году переехал с семьёй в Чехию, где стал заниматься в академии пражской «Спарты».
В 2011 году перешёл в академию «Лилля», затем в 2017 году академию «Пари Сен-Жермен».
27 ноября 2018 года на правах свободного агента пополнил «Анжи». Однако 14 января покинул клуб, так как на него был наложен запрет на регистрацию футболистов.
17 августа 2019 года заключил контракт с московским «Спартаком».
13 ноября 2019 года дебютировал на профессиональном уровне за «Спартак-2» в матче против клуба «Армавир».
28 июля 2022 года подписал двухлетний контракт с французским клубом «Родез».
7 сентября 2023 года был куплен клубом «Пари Нижний Новгород», с которым заключил трёхлетний контракт. 15 сентября 2023 года провёл дебютный матч в РПЛ против московского «Динамо», заменив Николая Калинского на 82 минуте и забив гол на 88 минуте.
15 февраля 2025 года на правах аренды перешёл в тбилисское «Динамо». 1 апреля 2025 года в матче против батумского «Динамо» дебютировал в чемпионате Грузии.
1 августа 2025 года был арендован клубом «Колхети-1913».

## Карьера в сборной
В 2017 году провёл 5 матчей в составе сборной Грузии (до 17 лет).

## Личная жизнь
Отец Серго Кутателадзе — грузинский бизнесмен. Мать и бабушка по национальности русские. Прадедом был Герой Советского Союза Николай Лагунов. В июле 2021 года получил российское гражданство.

## Статистика выступлений
| Выступление          | Выступление       | Выступление      | Лига | Лига | Кубки | Кубки | Стыковые матчи | Стыковые матчи | Итого | Итого |
| Клуб                 | Лига              | Сезон            | Игры | Голы | Игры  | Голы  | Игры           | Голы           | Игры  | Голы  |
| -------------------- | ----------------- | ---------------- | ---- | ---- | ----- | ----- | -------------- | -------------- | ----- | ----- |
| → Спартак-2 (Москва) | ФНЛ               | 2019/20          | 2    | 0    | —     | —     | —              | —              | 2     | 0     |
| → Спартак-2 (Москва) | ФНЛ               | 2020/21          | 2    | 0    | —     | —     | —              | —              | 2     | 0     |
| → Спартак-2 (Москва) | Первый дивизион   | 2021/22          | 18   | 0    | —     | —     | —              | —              | 18    | 0     |
| → Спартак-2 (Москва) | Итого             | Итого            | 22   | 0    | —     | —     | —              | —              | 22    | 0     |
| → Родез II           | Насьональ 3       | 2022/23          | 7    | 1    | —     | —     | —              | —              | 7     | 1     |
| → Родез II           | Итого             | Итого            | 7    | 1    | —     | —     | —              | —              | 7     | 1     |
| Пари НН              | РПЛ               | 2023/24          | 18   | 3    | 3     | 0     | 2              | 0              | 23    | 3     |
| Пари НН              | РПЛ               | 2024/25          | 3    | 0    | 2     | 0     | —              | —              | 5     | 0     |
| Пари НН              | Итого             | Итого            | 21   | 3    | 5     | 0     | 2              | 0              | 28    | 3     |
| → Пари НН-2          | Вторая лига («Б») | 2024             | 3    | 0    | —     | —     | —              | —              | 3     | 0     |
| → Пари НН-2          | Итого             | Итого            | 3    | 0    | —     | —     | —              | —              | 3     | 0     |
| → Динамо (Тбилиси)   | Эровнули лига     | 2025             | 7    | 0    | 0     | 0     | —              | —              | 7     | 0     |
| → Динамо (Тбилиси)   | Итого             | Итого            | 7    | 0    | 0     | 0     | —              | —              | 7     | 0     |
| → Колхети-1913       | Эровнули лига     | 2025             | 3    | 1    | 0     | 0     | —              | —              | 3     | 1     |
| → Колхети-1913       | Итого             | Итого            | 3    | 1    | 0     | 0     | —              | —              | 3     | 1     |
| Всего за карьеру     | Всего за карьеру  | Всего за карьеру | 63   | 5    | 5     | 0     | 2              | 0              | 70    | 5     |